# Andreas von Felben
Andreas von Felben, o Andreas von Stirland (Stiria, fine XII secolo/inizio XIII secolo – dopo il 1260), fu Gran Maestro dell’Ordine di Livonia dal 1241 al 1242 e dal 1248 al 1253..

## Biografia

### L'Ordine livoniano
Subentrò per due anni a Dietrich von Grüningen nel 1241 e nel 1242 a guida dell'Ordine di Livonia. In questo secondo anno, fornì disposizioni belliche ai Cavalieri durante la battaglia del lago ghiacciato (da inquadrare nell'ambito della crociata di Novgorod), senza perciò parteciparvi direttamente e lasciando ai suoi fedeli la facoltà di gestire le truppe in loco, secondo gli schemi precedentemente dettati. Preferì dunque osservare gli scontri dalla retroguardia.
Inizialmente, si schierò dalla parte del vescovo Mikalojus di Riga e Tautvilas, ostili a Mindaugas.
Nel 1242 rinunciò al ruolo di Gran Maestro dei cavalieri di Livonia, subentrando al suo posto nuovamente Dietrich von Grüningen. Ne riassunse le redini nel 1248, divenendo Landmaster e sostituendo Heinrich von Heimburg.

### La questione lituana

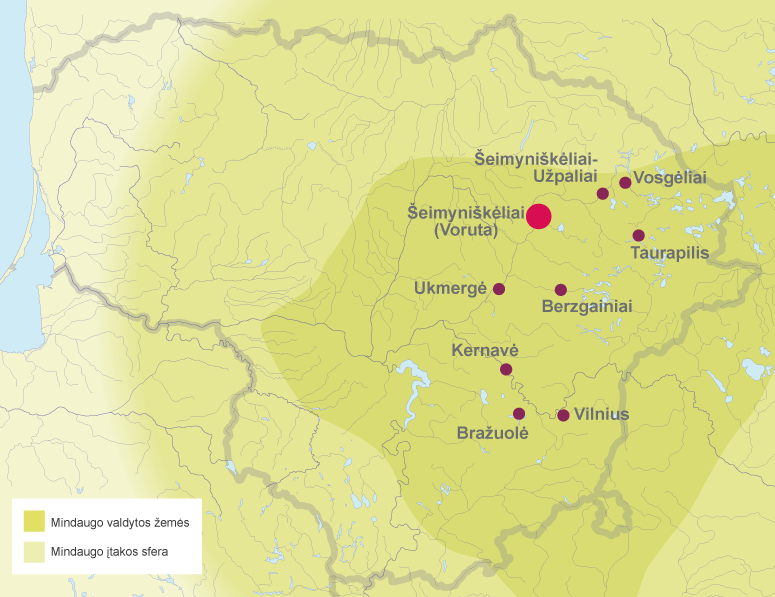
Domini del re Mindaugas in giallo scuro: tale territorio costituiva il Ducato di Lituania

Nel 1250, allestì un esercito che partì alla volta del Ducato di Lituania di Mindaugas e raggiunse i suoi alleati nella Samogizia meridionale. Tale operazione indebolì le popolazioni lituane, permettendo a von Felben di assoggettare la Semgallia. Alla fine del medesimo anno, Mindaugas era desideroso di eliminare i suoi principali rivali politici, ovvero Vykintas e i suoi nipoti Tautvilas e Gedvydas. Resosi conto della possibilità di offrire delle terre in cambio della collaborazione dei crociati, Mindaugas si rivolse a von Felben: affermò di essere pronto a convertirsi se vi fosse stato appoggio militare. L'Ordine rifletté sulla possibilità di accettare l’accordo: la fumata bianca avvenne nel 1252 e Mindaugas fu conseguentemente battezzato, causando però malumori all'interno dei cavalieri.
La creazione di un filo rosso diretto con il Papa non era il fine principale che von Felben intendeva perseguire. Egli mirava piuttosto ad espandere lo Stato monastico dei Cavalieri Teutonici in Lituania e un legame tra Mindaugas e l'Ordine di Livonia avrebbe rappresentato l'impossibilità di perseguire tale obiettivo. Ciononostante, von Felben per ottenere, come pattuito, parte della Samogizia sostenne Mindaugas contro la coalizione ostile. Ottenuta la corona di re nel 1253, Mindaugas cedette le terre samogiziane all'Ordine livoniano.
La vera politica di Andreas, nei fatti, risultò più utile di quella proposta da un'ala più radicale dell'ordine religioso cavalleresco, la quale prevedeva di non riconoscere la sovranità di alcuno sul neonato Regno di Lituania per poterlo assoggettare nella sua interezza. I malumori crebbero sensibilmente nel corso degli anni, tanto che von Felben fu costretto a rinunciare al ruolo di Gran Maestro nel 1253 dopo essere stato accusato di aver preferito anteporre gli interessi della Lituania a quelli dei crociati livoniani: a nulla valsero le sue argomentazioni difensive. Al suo posto subentrò ad interim Eberhard von Sayn, il quale gestì gli ex cavalieri portaspada fino al 1254, anno in cui a diventare Gran Maestro fu Anno von Sangershausen.
All'inizio dell'autunno del 1253, von Felben fece rientro in Germania. Sebbene il comando dell'Ordine livoniano lo rimosse dagli incarichi, la sua politica diplomatica nei confronti della Lituania continuò ad essere attiva in virtù delle sue conoscenze fino alla battaglia di Durbe nel 1260.